# Ozerne, raionul Jîtomîr, regiunea Jîtomîr
Ozerne (în ucraineană Озерне) este o așezare de tip urban din raionul Jîtomîr, regiunea Jîtomîr, Ucraina. În afara localității principale, nu cuprinde și alte sate.

## Demografie
Componența lingvistică a așezării de tip urban Ozerne
     Ucraineană (73,45%)
     Rusă (26,26%)
     Alte limbi (0,2%)
Conform recensământului din 2001, majoritatea populației așezării de tip urban Ozerne era vorbitoare de ucraineană (73,45%), existând în minoritate și vorbitori de rusă (26,26%).